# Фоминська (Тотемський район)
Фоми́нська (рос. Фоминская) — присілок у складі Тотемського району Вологодської області, Росія. Входить до складу Мосеєвського сільського поселення.

## Населення
Населення — 16 осіб (2010; 24 у 2002).
Національний склад (станом на 2002 рік):
- росіяни — 100 %